# 2020 FIFA U-17女子ワールドカップ
2020 FIFA U-17女子ワールドカップ（英: 2020 FIFA U-17 Women's World Cup）は、2020年にインドで開催される予定だった第7回目のFIFA U-17女子ワールドカップである。
当初は2020年11月2日から11月21日までの日程で開催する予定であったが、新型コロナウイルス感染症の世界的流行の影響で、国際サッカー連盟（FIFA）は当大会を2021年2月17日から3月1日までの日程に変更すると発表した。しかし、新型コロナウイルス感染症の再拡大により大会そのものの中止を発表。次回の2022年大会はそのままインドで開催されることとなった。

## 概要
2018年7月25日に2020 FIFA U-20女子ワールドカップとともに開催国の立候補の受付を開始した発表した。 2018年9月12日の締め切りまでに届けた開催希望国は以下の国となった。
- フランス
- インド

2019年3月15日のFIFAの総会でインドで開催することが決まった。

## 出場国
| 大陸連盟 | 出場 枠数 | 予選大会                           | 予選順位 | 出場国・地域     | 出場回数       |
| -------- | --------- | ---------------------------------- | -------- | ---------------- | -------------- |
| AFC      | 1+2       | 開催国                             | 開催国   | インド           | 初出場         |
| AFC      | 1+2       | AFC U-16女子選手権                 | 1位      | 日本             | 7大会連続7回目 |
| AFC      | 1+2       | AFC U-16女子選手権                 | 2位      | 北朝鮮           | 7大会連続7回目 |
| CONMEBOL | 3         | U-17スダメリカーノ・フェメニーノ   | 1位      | TBD              |                |
| CONMEBOL | 3         | U-17スダメリカーノ・フェメニーノ   | 2位      | TBD              |                |
| CONMEBOL | 3         | U-17スダメリカーノ・フェメニーノ   | 3位      | TBD              |                |
| CAF      | 3         | アフリカU-17女子ワールドカップ予選 |          | TBD              |                |
| CAF      | 3         | アフリカU-17女子ワールドカップ予選 | TBD      |                  |                |
| CAF      | 3         | アフリカU-17女子ワールドカップ予選 | TBD      |                  |                |
| CONCACAF | 3         | CONCACAF U-17女子選手権            | 1位      | TBD              |                |
| CONCACAF | 3         | CONCACAF U-17女子選手権            | 2位      | TBD              |                |
| CONCACAF | 3         | CONCACAF U-17女子選手権            | 3位      | TBD              |                |
| OFC      | 1         | OFC U-16女子選手権                 |          | ニュージーランド | 7大会連続7回目 |
| UEFA     | 3         | UEFA U-17女子選手権                | 1位      | イングランド     | 2大会ぶり3回目 |
| UEFA     | 3         | UEFA U-17女子選手権                | 2位      | ドイツ           | 7大会連続7回目 |
| UEFA     | 3         | UEFA U-17女子選手権                | 3位      | スペイン         | 4大会連続5回目 |